# Dharavandhoo
Dharavandhoo is een van de bewoonde eilanden van het Baa-atol behorende tot de Maldiven.

## Demografie
Dharavandhoo telt (stand maart 2007) 478 vrouwen en 488 mannen.